# Forêts du Sud des Grands Lacs
Localisation
Les forêts du Sud des Grands Lacs sont une écorégion terrestre nord-américaine du type Forêts tempérées d'arbres à feuilles caduques du World Wildlife Fund

## Répartition
Cette écorégion recouvre le sud de l'Ontario et du Michigan, l'ouest des états de New York et de Pennsylvanie, le nord et l'ouest de l'Ohio et une grande partie du nord de l'Indiana.  

## Climat
La température annuelle moyenne est de 8 °C.  La température estivale moyenne est de 18 °C alors qu'en hiver elle est de −2,5 °C.  Le taux de précipitations annuel se situe entre 750 mm et 900 mm.

## Géomorphologie
Cette écorégion se caractérise principalement par un relief ondulant et dans une moindre mesure plat.  Dans la région des Grands Lacs, on retrouve de rares exemples de dunes associées à des systèmes d'eau douce, par exemple, à pointe Long, au parc provincial Presqu'île, au parc provincial Rondeau et au parc national de la Pointe-Pelée en Ontario.  

## Caractéristiques biologiques
Il reste très peu des forêts originales de cette écorégion.  Ces forêts mixtes étaient composées à 80 % d'érables à sucre et de hêtres d'Amérique.  Les zones plus arides supportaient des peuplements composés de chênes et de caryers.  Les zones humides ou inondées étaient colonisées par les ormes, les frênes et l'érable rouge.  Les systèmes dunaires des Grands Lacs abritent des communautés végétales uniques et constituent d'importantes haltes migratoires pour les oiseaux. 

## Conservation
La presque totalité de cette écorégion a été altérée au profit de l'agriculture, de l'industrialisation et de l'urbanisation.  Plusieurs centres urbains importants y sont établis: Toronto, Hamilton, Buffalo, Rochester, Syracuse, Detroit, Windsor, Cleveland, Cincinnati, Columbus et Indianapolis. 